# Liangping Airport
Liangping Airport är en flygplats i Kina. Den ligger i provinsen Sichuan, i den sydvästra delen av landet, omkring 360 kilometer öster om provinshuvudstaden Chengdu.
Runt Liangping Airport är det tätbefolkat, med 442 invånare per kvadratkilometer. Närmaste större samhälle är Liangshan, 0,95 km sydost om Liangping Airport. I omgivningarna runt Liangping Airport växer i huvudsak blandskog.
Genomsnittlig årsnederbörd är 1 630 millimeter. Den regnigaste månaden är september, med i genomsnitt 296 mm nederbörd, och den torraste är januari, med 14 mm nederbörd.